# Носібонди
Носібонди (пол. Nosibądy) — село в Польщі, у гміні Ґжмьонца Щецинецького повіту Західнопоморського воєводства.
Населення — 259 осіб (2011).

## Демографія
Демографічна структура станом на 31 березня 2011 року:
|          | Загалом | Допрацездатний вік | Працездатний вік | Постпрацездатний вік |
| -------- | ------- | ------------------ | ---------------- | -------------------- |
| Чоловіки | 136     | 33                 | 89               | 14                   |
| Жінки    | 123     | 30                 | 69               | 24                   |
| Разом    | 259     | 63                 | 158              | 38                   |